# Pascoal de Gregório
Paschoal de Gregório, ou somente Paschoal, foi um futebolista brasileiro. que, atuando como atacante, destacou-se no Botafogo no final dos anos 1930 e início dos anos 1940, chegando a ser o artilheiro do alvinegro no Campeonato Carioca de 1940, ao lado de Carvalho Leite e Patesko, seus fieis companheiros de ataque, todos com 10 gols cada.

## Vida Pessoal

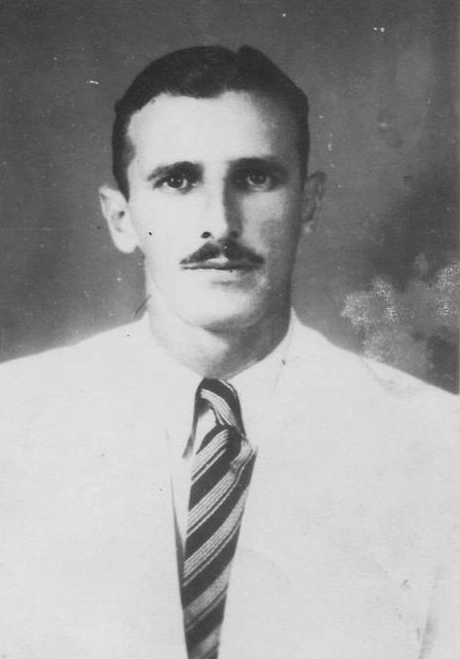
Retrato

Nascido em Niterói, Paschoal era filho de um casal de italianos e teve quinze irmãos. Foi casado com Abigail Pereira de Gregório, com quem teve uma filha chamada Tereza. Após a carreira futebolística, passou a atuar no comércio e na Inspetoria de Trânsito de Niterói.

## Futebol Amador

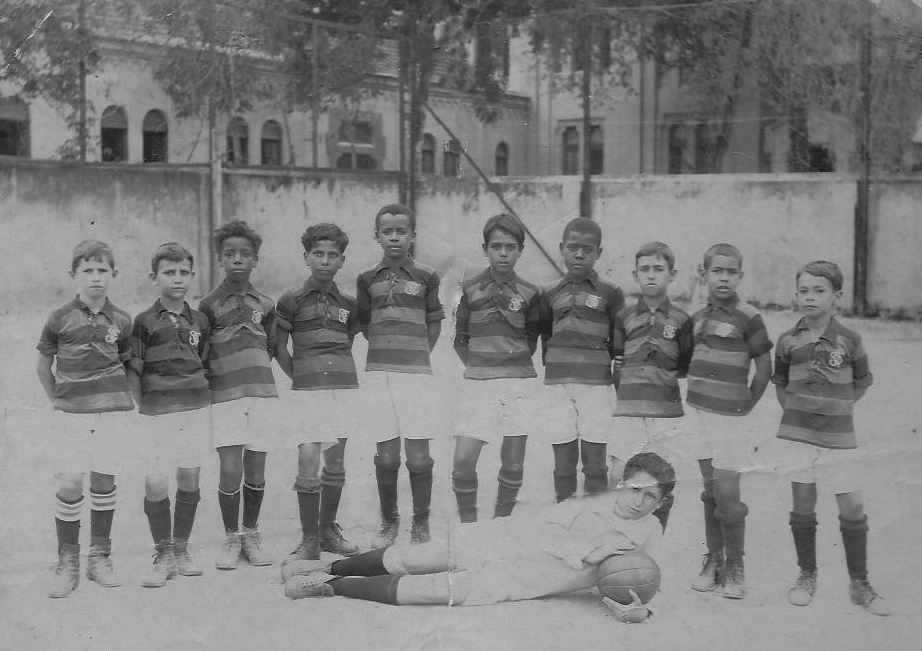
Único registro fotográfico de Pachoal no futebol amador no Flamengo Sport Club, em data posterior a 1926

Paschoal iniciou no futebol amador no Flamengo Sport Club, clube que mudou o nome de Internacional Football Club em 1926, do bairro de São Domingos em Niterói. Em seguida atuou no Byron Football Club no bairro do Barreto também em Niterói.
Finalmente, Paschoal se transferiu para o Clube Combinado 5 de Julho, no bairro do Barreto em Niterói.

## Carreira Profissional

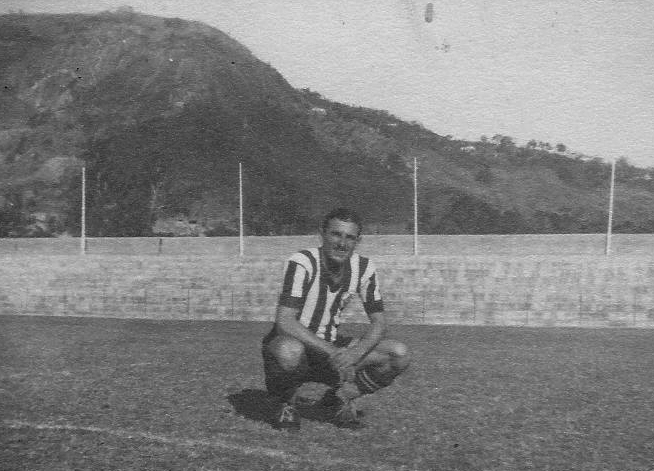
Pachoal em General Severiano

Iniciou a carreira no futebol do Canto do Rio em Niterói, então capital do Rio de Janeiro. Entre 1937 e 1943 atuou com grande sucesso no Botafogo, firmando seu primeiro contrato com o clube em 1 de outubro de 1937. Nesse clube foi artilheiro do Campeonato Carioca de 1940 e também foi o artilheiro do Botafogo com 22 gols marcados nesse mesmo ano. Após um breve retorno ao Canto do Rio, se retirou do futebol devido a lesões e fraturas no braço, que o fizeram realizar duas malsucedidas cirurgias.

## Títulos
Botafogo
- Torneio Início: 1938

## Revelação
Foi no jogo entre Botafogo e Flamengo, em 4 de outubro de 1937, no empate em 2 a 2, que a “estrela” de Paschoal começou a brilhar. Entrando durante o jogo, entusiasmou a torcida alvi-negra pela intuição das jogadas, futebol coletivo e regularidade técnica apresentada durante o tempo em que esteve em campo. Durante o período que vestiu a camisa do Botafogo, tornou-se um jogador de múltiplas funções no ataque. Jogou como ponta direita, como meia direita e como centro-avante, o chamado “center four” daquela época.

## O Craque sem Máscara

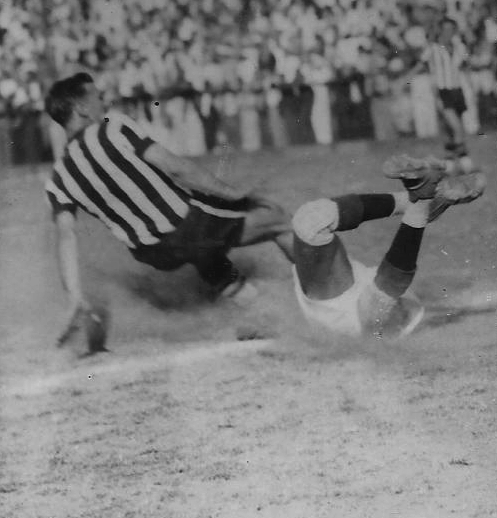
Paschoal sempre marcando forte.

Mesmo com a imprensa carioca o denominando como o “Craque sem Máscara”, pois ele era avesso ao estrelismo, Paschoal continuou sereno frente ao rebuliço que era feito pelas suas categóricas atuações. Esses elogios ao seu futebol, algumas vezes causava ciúme em alguns jogadores do elenco. Mas, sem protestar, soube enfrentar a ira desencadeada contra ele, mantendo-se sempre distante das câmeras dos fotógrafos. Uma frase emblemática mostra a sua humildade: “Eu sou predestinado. Não fica bonito em mim o cartaz que nos outros é quase uma obrigação”.

## Paschoal o "scorer" do dia
Em partida realizada em 1 de janeiro de 1939 em General Severiano mas válida pelo Campeonato Carioca de 1938, o Botafogo venceu o Madureira, que ná época era uma equipe competitiva, pelo placar de 11 x 3, tornando essa uma das maiores goleadas da história do alvinegro Carioca.
Essa vitória valeria como uma desforra, já que o Madureira havia vencido a partida do turno, dificultando as pretensões do Botafogo em alcançar o título do Campeonato Carioca.
Nessa partida Paschoal marcou nada menos que 6 gols, comandando o ataque do Botafogo e levando-o as manchetes dos jornais da época como o "scorer" do dia, como o melhor em campo.
Aos três minutos do primeiro tempo, Paschoal faz de cabeça o segundo gol do Botafogo. Enquanto a torcida ainda aplaudia o segundo gol, Paschoal marca novamente aos 6 minutos do tempo inicial.
Com um chute violento, Paschoal conquista o quarto gol do Botafogo aos 12 minutos do jogo.
No segundo tempo com um tiro violento, Perácio marca o quinto gol do Botafogo após ótimo cruzamento de Paschoal aos 5 minutos. Ainda Paschoal, que após uma cortada em Tuíca, chuta rasteiro para marcar o 7º gol dos alvinegros. Paschoal marca ainda o 9º gol do Botafogo. O Botafogo continua com firmeza e Paschoal, com tiro certeiro, marca o último dos 11 gols do Botafogo e seu 6º gol na partida.
O Botafogo jogou com: Aymoré, Lino e Bibi; Zezé, Martim e Canalli; Alvaro, Carvalho Leite, Paschoal, Perácio e Patesko, enquanto o Madureira atuou com: Alfredo, Norival e Tuíca; Gringo, Paulista e Alcides; Adilton Baleiro, Ozéas, Jair e Anatole.

## Paschoal de Gregório 4 x 3Vasco da Gama
No dia 21 de julho de 1940, em jogo realizado em São Januário e considerado decisivo pela imprensa local para o Botafogo, e que valeu por dois campeonatos (Campeonato Carioca e Torneio Rio–São Paulo), o Vasco da Gama realizava uma atuação impecável até os 33 minutos do primeiro tempo. Logo no começo, a um minuto, Alfredo I. chutou forte, a bola bateu na trave antes de ir para as redes. Dois minutos depois, Villadoniga fez 2 a 0 e o mesmo Villadoniga, aos 12 minutos, marcou o terceiro ao chutar forte, após cabeçada para trás de Gonzalez.
Com 3 a 0 contra, o Botafogo se lançou à frente e aos 34 minutos do primeiro tempo, Paschoal, que se resentia de uma contusão no pulso, começou a reação alvi-negra. Após forte chute de Patesko e rebatida do zagueiro vascaíno Oswaldo, ele emenda com violência para marcar. Ao fim do primeiro tempo, Paschoal de cabeça faz o segundo. Na etapa final, aos 14 minutos, em escanteio cobrado por Tadique ele chuta de bate-pronto e empata o jogo. A virada heróica do Botafogo se deu em lançamento de Tadique com Paschoal finalizando de cabeça.
O time do Botafogo jogou com: Aymoré, Grahan Bell e Araraquara; Procópico, Zezé e Canali; Tadique, Carvalho Leite (Zarcy), Paschoal, Cesar e Patesko, enquanto o Vasco da Gama atuou com: Chiquinho (Nascimento), Oswaldo (Jahú) e Florindo; Figliola, Zarzur e Dacunto; Lindo, Alfredo I,
Villadoniga, González e Orlando.

## Frustração e lesões
A carreira de Paschoal foi interrompida algumas vezes devido as lesões sofridas. Dias antes do embarque do Botafogo para a disputa de um torneio no México em janeiro de 1941, sofreu uma lesão no tornozelo que o impediu de realizar o sonho de atuar no exterior.
Sua maior frustração no entanto, foi não ter participado de uma Copa do Mundo. Uma série de lesões e a eclosão da Segunda Guerra Mundial o impediram de realizar esse sonho. Entretanto, foi um dos jogadores de maior destaque no cenário futebolístico carioca e brasileiro de sua época.